# Андреа Раджі
Андреа Раджі (італ. Andrea Raggi, нар. 24 червня 1984, Ла-Спеція) — італійський футболіст,  захисник, який є вільним агентом.
Найбільше виступав у французькому «Монако» (7 років) та в «Емполі» (5 років). 

## Клубна кар'єра
Народився 24 червня 1984 року в місті Ла-Спеція. Вихованець футбольної школи клубу «Емполі». Для отримання ігрової практики 2003 року Андреа було віддано в оренду в «Каррарезе», в якій провів один сезон, взявши участь у 30 матчах Серії C2.
З літа 2004 року став грати за «Емполі». Відіграв за команду з Емполі наступні чотири сезони своєї ігрової кар'єри. Більшість часу, проведеного у складі «Емполі», був основним гравцем захисту команди.
Влітку 2008 року, після вильоту «Емполі» з Серії А, Раджі перейшов у «Палермо» за 7 мільйонів євро. Тим не менш закріпитись у новій команді Андреа не зумів, через що більшість часу грав на правах оренди за клуби «Сампдорія», «Болонья» та «Барі».

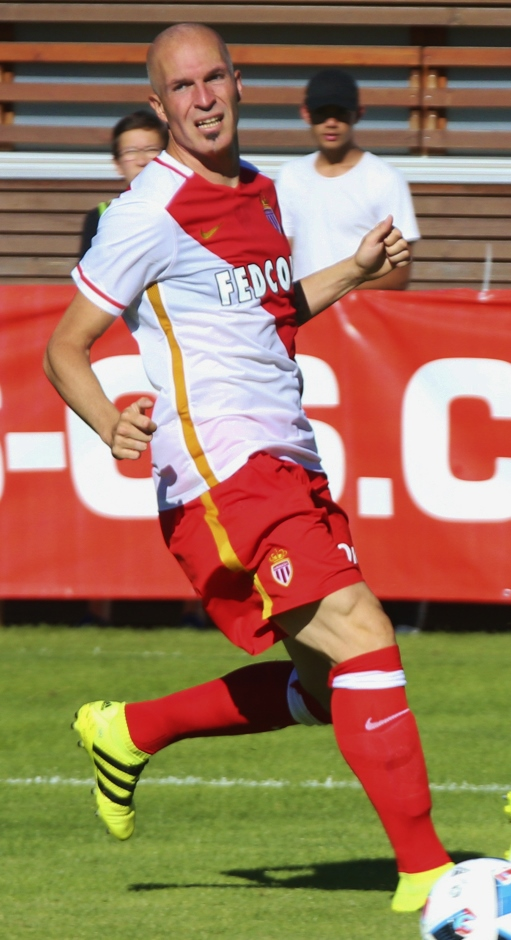
Андреа Раджі під час виступів за «Монако». 2016 рік.

23 серпня 2011 року за 300 тис. євро перейшов у «Болонью». Він зіграв у 31 матчі Серії А, всі в основі, забивши лише один гол у Кубку Італії проти «Ювентуса», але покинув клуб в кінці сезону, оскільки сторони не домовились продовжити річний контракт, який підписав Раджі до того.
21 травня 2012 року Раджі перейшов у «Монако», куди його запросив новий тренер клубу Клаудіо Раньєрі, якого покликали піднімати «монегасків» з Ліги 2 і той запросив в команду двох співвітчизників: воротаря-ветерана Флавіо Рому і Раджі. У першому ж сезоні 2012/13 Раджі став основним гравцем і з 35 матчами (4 голи) допоміг команді виграти Лігу 2 та повернутись в еліту. Але у першому сезоні в Лізі 1 Раджі на початках втратив місце в основі, оскільки тренер віддав перевагу молодому Фабіньйо в рамках своєї ігрової системи, орієнтованої на швидку атаку. Тим не менш Андреа поступово знайшов своє місце на полі виступаючи на позиції правого захисника і закінчив сезон 2013/14 з 28 матчами чемпіонату. У сезоні 2014/15 новий тренер Леонарду Жардім почав використовувати Андреа в центрі оборони. В цьому ж сезоні італієць вперше у своїй кар'єрі зіграв у Лізі чемпіонів і протягом двох наступних сезонів був основним гравцем.
Влітку 2016 року «Монако» підписало польського захисника Каміля Гліка, з яким Раджі разом грав у «Барі» в 2011 році. Але цього разу поляк витіснив Андреа з основи команди, тим не менш у цьому сезоні Раджі зіграв у 14 матчах Ліги 1 та виграв з нею свій перший у кар'єрі трофей — чемпіонат Франції. Після цього у вересні 2017 року Раджі продовжив контракт з клубом до літа 2020 року, хоча основним гравцем не був і надалі. Загалом за сім років відіграв за команду з Монако 230 матчів у всіх змаганнях.
Раджі неодноразово оголошував про свій намір завершити кар'єру саме в «Монако» та навіть зробив татуювання з емблемою клубу. З поверненням на тренерський місток Леонарду Жардіма в січні 2019 італієць повністю втратив у складі, не зігравши жодної хвилини за клуб, та влітку 2019 клуб вирішив не продовжувати контракт із Раджі. Відтоді є вільним агентом.

## Виступи за збірну
2007 року залучався до складу молодіжної збірної Італії, взявши участь у двох матчах молодіжного чемпіонату Європи 2007 року, проти Сербії (0:1) та Англії (2:2).

## Статистика виступів

### Статистика клубних виступів
| Сезон               | Команда             | Чемпіонат           | Чемпіонат | Чемпіонат | Національний кубок | Національний кубок | Національний кубок | Континентальні кубки | Континентальні кубки | Континентальні кубки | Інші змагання | Інші змагання | Інші змагання | Усього | Усього |
| Сезон               | Команда             | Ліга                | Ігор      | Голів     | Ліга               | Ігор               | Голів              | Ліга                 | Ігор                 | Голів                | Ліга          | Ігор          | Голів         | Ігор   | Голів  |
| ------------------- | ------------------- | ------------------- | --------- | --------- | ------------------ | ------------------ | ------------------ | -------------------- | -------------------- | -------------------- | ------------- | ------------- | ------------- | ------ | ------ |
| 2003–04             | «Каррарезе»         | C2                  | 30        | 1         | КI-C               | 2                  | 0                  | -                    | -                    | -                    | -             | -             | -             | 32     | 1      |
| 2004–05             | «Емполі»            | B                   | 9         | 0         | КІ                 | 1                  | 1                  | -                    | -                    | -                    | -             | -             | -             | 10     | 1      |
| 2005–06             | «Емполі»            | A                   | 25        | 0         | КІ                 | 0                  | 0                  | -                    | -                    | -                    | -             | -             | -             | 25     | 0      |
| 2006–07             | «Емполі»            | A                   | 35        | 1         | КІ                 | 0                  | 0                  | -                    | -                    | -                    | -             | -             | -             | 35     | 1      |
| 2007–08             | «Емполі»            | A                   | 33        | 1         | КІ                 | 2                  | 0                  | КУЄФА                | 1                    | 0                    | -             | -             | -             | 36     | 1      |
| Усього за «Емполі»  | Усього за «Емполі»  | Усього за «Емполі»  | 102       | 2         |                    | 3                  | 1                  |                      | 1                    | 0                    |               | -             | -             | 106    | 3      |
| 2008–09             | «Палермо»           | A                   | 2         | 0         | КІ                 | 1                  | 0                  | -                    | -                    | -                    | -             | -             | -             | 3      | 0      |
| 2008–09             | «Сампдорія»         | A                   | 13        | 0         | КІ                 | 3                  | 0                  | КУЄФА                | 1                    | 0                    | -             | -             | -             | 17     | 0      |
| 2009–10             | «Болонья»           | A                   | 31        | 1         | КІ                 | 1                  | 0                  | -                    | -                    | -                    | -             | -             | -             | 32     | 1      |
| 2010–11             | «Барі»              | A                   | 16        | 0         | КІ                 | 2                  | 0                  | -                    | -                    | -                    | -             | -             | -             | 18     | 0      |
| 2011–12             | «Болонья»           | A                   | 31        | 0         | КІ                 | 1                  | 1                  | -                    | -                    | -                    | -             | -             | -             | 32     | 1      |
| Усього за «Болонью» | Усього за «Болонью» | Усього за «Болонью» | 62        | 1         |                    | 2                  | 1                  |                      | -                    | -                    |               | -             | -             | 64     | 2      |
| 2012–13             | «Монако»            | Л2                  | 35        | 4         | КФ+КЛ              | 0+3                | 0+0                | -                    | -                    | -                    | -             | -             | -             | 38     | 4      |
| 2013–14             | «Монако»            | Л1                  | 28        | 1         | КФ+КЛ              | 4+1                | 0+0                | -                    | -                    | -                    | -             | -             | -             | 33     | 1      |
| 2014–15             | «Монако»            | Л1                  | 27        | 0         | КФ+КЛ              | 2+2                | 0+0                | ЛЧ                   | 8                    | 0                    | -             | -             | -             | 39     | 0      |
| 2015–16             | «Монако»            | Л1                  | 31        | 2         | КФ+КЛ              | 3+1                | 1+0                | ЛЧ+ЛЄ                | 4+5                  | 1+0                  | -             | -             | -             | 44     | 4      |
| 2016–17             | «Монако»            | Л1                  | 14        | 0         | КФ+КЛ              | 5+3                | 0+0                | ЛЧ                   | 15                   | 0                    | -             | -             | -             | 37     | 0      |
| 2017–18             | «Монако»            | Л1                  | 20        | 1         | КФ+КЛ              | 2+4                | 0+0                | ЛЧ                   | 2                    | 0                    | СФ            | 0             | 0             | 28     | 1      |
| 2018–19             | Л1                  | 6                   | 0         | КФ+КЛ     | 0+0                | 0+0                | ЛЧ                 | 4                    | 0                    | СФ                   | 1             | 0             | 11            | 0      |        |
| Усього за Monaco    | Усього за Monaco    | Усього за Monaco    | 161       | 8         |                    | 30                 | 1                  |                      | 38                   | 1                    |               | 1             | 0             | 230    | 10     |
| Усього за кар'єру   | Усього за кар'єру   | Усього за кар'єру   | 386       | 12        |                    | 43                 | 3                  |                      | 40                   | 1                    |               | 1             | 0             | 470    | 16     |

## Титули і досягнення
- Чемпіон Франції (1):

«Монако»: 2016–17